# 端組
在漢語音韻學中，端組是指舌頭音聲母：
- 端母
- 透母
- 定母
- 泥母

## 相关古纽论断
上古汉语与端组相关的论断包括：
- 古无舌上音
- 娘日归泥
- 照三归端
- 喻四归定